# Catocala parta
Catocala parta är en fjärilsart som beskrevs av Walker. Catocala parta ingår i släktet Catocala och familjen nattflyn. Inga underarter finns listade i Catalogue of Life.